# William Davenant
Sir William Davenant, másként D'Avenant (keresztelési dátum: 1606. március 3. – 1668. április 7.) angol költő, drámaíró és színházvállalkozó, Charles Davenant író édesapja.

## Életrajz
Davenant 1606. február végén született Oxfordban, Jane Shepherd és John Davenant fiaként, apja a Crown Tavern (vagy Crown Inn) tulajdonosa és Oxford polgármestere volt. 1606. március 3-án keresztelték. Szülővárosában nevelkedett és mint hadapród került Richmond hercegnő szolgálatába és így a Fulke Greville család udvarához, később Brook lordhoz, sir Sidney barátjához. Egy ideig az oxfordi Lincoln Főiskolára járt 1620-ban, de azt az elvégzése előtt otthagyta. Pártfogója halála után Davenant a színiirodalomra adta magát. 1629-ben egy szomorújátékkal lépett fel, melynek címe volt: Albovine king of the Lombard, ezt követték színművei: The cruel brother és The juste Italian (1634). Rupert herceg viselt dolgait is megénekelte Madagascar című költeményében.
Ben Jonson 1637-es halálát követően Davenantot kinevezték koszorús költővé (poet laureate). A angol polgárháború idején I. Károly angol király szolgálatában tüntette ki magát, vitézül harcolt. 1641-ben felségárulás miatt bűnösnek nyilvánították, de 1643-ban Gloucester ostromát követően a király lovaggá ütötte. 1645-ben Franciaországba vonult vissza, ahol áttért a római katolikus vallásra és a Gondibert című költeményét elkezdte megírni. Az áttéréssel annyira megnyerte Henriette Mária királyné kegyét, hogy titkos küldetéssel bízta meg Angliában tartózkodó férjéhez.
Később egy Franciaországból Virginiába indult expedició vezetésével bízták meg, de hajóját a parlamenti párt egyik hajója elfogta, így Davenant fogolyként tért vissza Angliába.

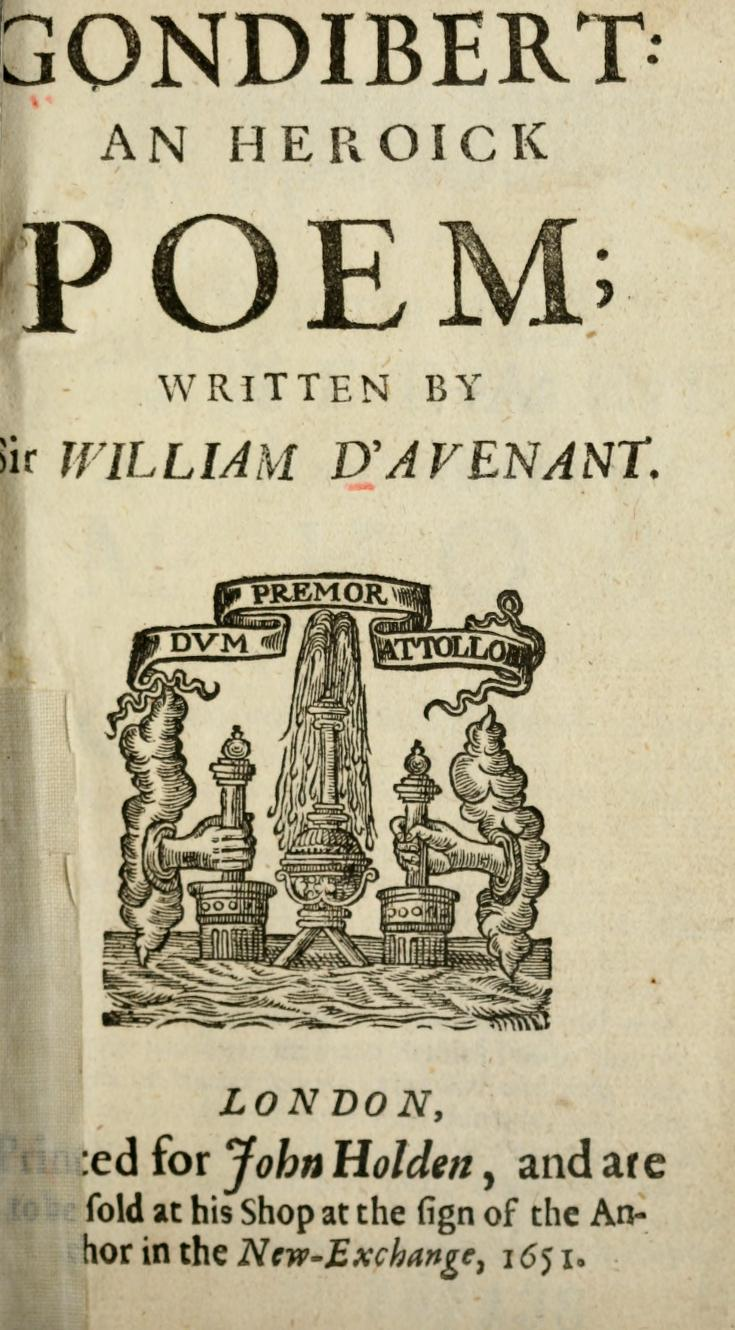
A Gondibert 1651-es kiadásának címlapja

1651-ben a londoni Tower-ben a Gondibert című hőskölteményének megírását folytatta. 1652-ben megjelent a Gondibert, és 1654-ben Davenant kegyelmet kapott. A szigorú törvények miatt átalakított egy szobát az ő tulajdonát képező Rutland házban privát színházzá, ahol több íróval együtt dolgozott, s amelyben operákat is előadtak. A The Siege of Rhodes című színdarab 1656-ban jelent meg a Rutland házban, és szerepelt benne Anglia első ismert profi színésznője, Mrs. Coleman is.
Davenant Londonban halt meg 1668. április 7-én, röviddel azután, hogy utolsó színdarabát, a The Man's the Master-t először előadták. A Westminster apátságban, a Költők sarkában temették el, a síremlékén a következő felirat olvasható: "O rare Sir William Davenant."
Összes művei Londonban 1673-ban jelentek meg.

## Fordítás
- Ez a szócikk részben vagy egészben  a   William Davenant című angol Wikipédia-szócikk ezen változatának fordításán alapul.  Az eredeti cikk szerkesztőit annak laptörténete sorolja fel. Ez a jelzés csupán a megfogalmazás eredetét és a szerzői jogokat jelzi, nem szolgál a cikkben szereplő információk forrásmegjelöléseként.

### Életrajzi
- Életrajz a TheatreDatabase.com-on (angol)
- "Shakespeare és Mrs. Davenant" (angol)
- Részletes életrajz az Oldpoetry.com-on (angol)

### Versek és szövegek
- Négy vers a Poetry Archívumban (angol)
- Öt vers a Metaphysical Lyrics & Poems of the 17th century-ból a Bartleby.com-on (angol)
- Három vers a The Oxford Book of English Verse: 1250–1900-ból a Bartleby.com-on (angol)
- A The Tempest Davenant- és Dryden-féle átdolgozott változatának teljes szövege (angol)